# Mangalia
Mangalia (Turks: Mankalya) is een havenstad in Roemenië, gelegen aan de kust van de Zwarte Zee.

## Ligging
Mangalia ligt in het zuidoosten van Roemenië, in de regio Dobroedzja (Roemeens: Dobrogea), in het district Constanța, op een paar kilometer afstand van de Bulgaarse grens.

## Geschiedenis
De havenstad was in de 4e eeuw een Griekse kolonie, die toen Callatis heette. Het is gebouwd toen de Macedonische Koning Amyntas III in Griekenland aan de macht was. Sinds de 9e eeuw is het een belangrijke havenplaats aan de westkust van de Zwarte Zee, en het stond bekend als Tomisovara in het Roemeens, Pangalia in het Turks en Panglicara in het Grieks. Tussen de 15e eeuw en de 19e eeuw was de stad vaak door de Turken bezet. Later verjoegen de Russen de Turken, en in 1878 kwam de regio Dobroedzja in Roemeense handen door het Verdrag van San Stefano.

## Economie
In 1997 richtten de Koreaanse scheepsbouwer Daewoo Shipbuilding & Marine Engineering (DSME) en de Roemeense Mangali Shipyard 2 Mai een joint venture op. Samen bouwden zij een scheepswerf in de plaats. De werf ligt aan de Zwarte Zeekust en heeft een oppervlakte van bijna 100 hectare. Er zijn drie grote droogdokken met een totale lengte van 982 meter en met een breedte tussen de 48 en 60 meter. In november 2017 nam het Nederlandse bedrijf Damen Shipyards het meerderheidsbelang van Daewoo over.

## Cultuur
- Jaarlijks wordt in augustus in deze stad het Callatisfestival gehouden. Hierdoor is de stad erg bekend geworden.

## Klimaat
Mangalia heeft een maritiem klimaat. De stad kent de hoogste gemiddelde temperatuur van het hele land. Het gemiddelde voor het hele jaar is 11,2 °C (gemiddeld 22 °C in juli en 0 °C in januari). In de zomer schijnt de zon ongeveer 10-12 uur per dag, en ongeveer 2400 uur per jaar. De wind waait gemiddeld met een snelheid van 4 m/s, in de richting NW of N. Jaarlijks valt er ongeveer 380 mm regen.

## Demografie
Bevolkingsomvang
- 1977: 26.821
- 1992: 43.960
- 2002: 40.150
- 2003: 41.153
- 2010: 46.967
- 2021: 31.950

## Stedenband
Mangalia heeft een stedenband met het Amerikaanse Greenport, een stad op Long Island.

## Geboren
- Inna (1986), zangeres